# قاعدة (جبر خطي)

نفس المتجه يمكن أن يعبر عنه في قاعدتين مختلفتين اثنتين (باللونين البنفسجي والأحمر).

في الجبر الخطي، قاعدةٌ (بالإنجليزية: Basis) هي مجموعة من المتجهات المستقلة خطيا، والتي بواسطة تركيبة خطية، يمكن لها أن تعبر عن أي متجه منتم إلى فضاء متجهي معين.
لتكن V قاعدة ما لفضاء متجهي ما. جميع عناصر V يُمكن أن يعبر عنها بشكل وحيد بواسطة تأليفة خطية لمتجهات القاعدة. الأعداد المستعملة خلال هذه التأليفة الخطية تسمى إحداثيات المتجهة.
يمكن لفضاء متجهي ما أن يملك العديد من القواعد، ولكن جميع هذه القواعد تملك نفس العدد من العناصر. لا يمكن لفضاء متجهي أن يملك قاعدة بعنصرين وقاعدة أخرى بثلاث عناصر. عدد عناصر القاعدة يسمى بُعد الفضاء المتجهي.

## تعريف
القاعدة B لفضاء متجهي V على حقل F هو مجموعة جزئية مستقلة خطيًا من V تغطي المدى الخطي لـV.
بشكل أدق، افترض أن {B = {v1, …, vn، هي مجموعة جزئية منتهية من الفضاء المتجهي V على الحقل F (مثل الأعداد الحقيقية R أو المركبة C). حينها، نقول أن B قاعدة لـV إذا حققت الشروط التالية:
- خاصية الاستقلال الخطي،

```
       لكل 
a
1
،...،
a
n
 ∈ 
F
، إذا كان 
a
1
v
1
 + … + 
a
n
v
n
 = 0، فإنه يجب أن يكون 
a
1
 = … = 
a
n
 = 0
```

- خاصية تغطية المدى،

```
       لكل 
x
 في 
V
 من الممكن اختيار 
a
1
, …, 
a
n
 ∈ 
F
 بحيث 
x
 = 
a
1
v
1
 + … + 
a
n
v
n
.
```

تسمى الأعداد ai إحداثيات المتجه x بالنسبة للقاعدة B، وبسبب الخاصية الأولى فإنهم محددون بشكل فريد.
إذا كانت قاعدة الفضاء المتجهي منتهية، نقول أن الفضاء منتهي الأبعاد.

## خصائص
- لكل فضاء متجهي قاعدة. يتطلب الإثبات بديهية الاختيار. جميع القواعد لفضاء متجهي لديها نفس عدد العناصر، ويسمى هذا العدد بعد الفضاء المتجهي. تعرف هذه النتيجة بمبرهنة البعد.
- للعديد من الفضاءات المتجهة قواعد أساسية، مثل:
  - في Rn ، لدينا أن {e1, ..., en} تكوّن قاعدة أساسية، حيث ei هو العامود الi من مصفوفة الوحدة.
  - في P2، حيث P2 هي مجموعة جميع الحدوديات من الدرجة الثانية على الأكثر، تكوّن {1, x, x2} قاعدة أساسية.
  - في M22 ، لدينا أن {M1,1, M1,2, M2,1, M2,2} تكوّن قاعدة، حيث M22 هي مجموعة جميع المصفوفات 2×2 . و Mm,n هي المصفوفة 2×2 بـ1 في الموضع m,n وأصفار في كل موضع آخر.

## أمثلة

تبين هذه الصورة القاعدة الأساسية في R^{2}. المتجهان الأزرق والأحمر هما عنصرا القاعدة; يُعبر عن المتجه الأخضر باستعمال متجهي القاعدة. إذن، هو مرتبط خطيا بهما.